# Rosemount (Minnesota)
Rosemount – miasto w Stanach Zjednoczonych, w stanie Minnesota, w hrabstwie Dakota.